# Esfingosina-1-fosfato
La esfingosina-1-fosfato, también conocida como S1P (Sphingosine-1-phosphate), es un esfingolípido de señalización. También hace referencia a un lípido mediador de actividad biológica. La fórmula molecular de este esfingolído corresponde a C18H38NO5P, y tiene una masa molar de 379.472 g.

## Estructura
La esfingosina-1-fosfato, tiene como base de su estructura una esfingosina. Esta última molécula es un aminoalcohol formado por 18 carbonos, creando entonces una cadena hidrocarbonada insaturada, es decir, que tiene como mínimo un doble enlace. En el caso de la esfingosina, solamente hay un doble enlace y se encuentra entre el carbono 4 y el carbono 5. Además de ser el esqueleto de la esfingosina-1-fosfato, también participa en la estructura de una amplia serie de moléculas. Como su propio nombre indica, este aminoalcohol, contiene un grupo amino en el carbono 2, y dos grupos alcohol en el carbono 1 y en el 3. Por tanto, el nombre completo de esta base estructural es 2-amino-4-octadeceno-1,3-diol.
A esta molécula explicada, se le añade un grupo fosfato al comienzo de la cadena, es decir, en el carbono 1, el cual aparece esterificado con el grupo alcohol de la esfingosina de este mismo carbono.
Finalmente, resumiendo la estructura de la esfingosina-1-fosfato, tenemos una base estructural de esfingosina, unida a un grupo fosfato en el carbono número 1.

## Historia
La esfingosina fue descubierta por Thudichum, quien la aisló de los productos de la hidrólisis de un cerebrósido muy abundante en la materia blanca del cerebro, con fórmula C17H35NO2. Wörner y Thierfelder aportaron que la esfingosina absorbía bromo, indicando así una insaturación en la molécula. Muchos años después, Levene y Jacobs, en otro estudio caracterizaron la esfingosina como un monoaminodihidroxi alcohol. Prepararon un derivado del triacetil y redujeron la esfingosina a dihidroesfingosina con paladio como catalizador. En el mismo año, Thomas y Thierfelder descubrieron como preparar triacetilesfingosina.
Estos experimentos reafirmaron la estructura de la esfingosina-1-fosfato, realzando su doble enlace entre los carbonos número 4 y el número 5, y sus respectivos grupos en los primeros tres carbonos (alcohol, amino y fosfato).

## Biosíntesis
Para conseguir la esfingosina-1-fosfato primero tenemos que conseguir la esfingosina sola para luego, mediante el proceso de adición de un fosfato, conseguir la molécula en cuestión.
La esfingosina surge gracias a la unión o condensación del palmitoil CoA, un derivado del ácido palmítico, y la L-serina, uno de los 20 aminoácidos que componen las proteínas. La serinase encarga de cedir el carbono 1 y el carbono 2 de la molécula final de la esfingosina-1-fosfato juntamente con el grupo amino que la caracteriza, mientras que el palmitoil CoA aporta todos los carbonos restantes. Esta unión está catalizada por la enzima serina-palmitil-transferasa y la fuerza motriz para llevarla a cabo proviene de la ruptura del enlace tioéster del palmitoil CoA y de la liberación del grupo COO- de la serina. Como resultado de esta condensación obtenemos una molécula de CO2, una CoA, y la 3-Cetodihidroesfingosina.
Aparecerá entonces el NADPH para reducir el grupo carbonilo del carbono 3 de la 3-Cetodihidrogenesfingosina y, de esta forma, vamos a tener en su lugar un grupo hidroxilo. La molécula que resulta se llama esfinganina o dihidroesfingosina y es la precursora de la esfingosina puesto que solo falta la adición de un doble enlace para obtenerla. Este doble enlace aparece gracias al FAD, que oxida la esfingosina, sale un FADH + H+ y aparece el doble enlace. Así obtendríamos finalmente la molécula de esfingosina.
Llegados a este punto solo hace falta añadir un fosfato a la molécula. Este proceso se llama fosforilación y se lleva a cabo mediante dos tipos de enzimas, la esfingosina quinasa tipo 1 y la esfingosina quinasa tipo 2. Estas dos encimas son dos isoformas, es decir, son dos formas distintas de la misma proteína, y tienen una localización intracelular y unas funciones fisiológicas distintas.
Así pues con la fosforilación de la esfingosina se da por terminada la biosíntesis de la esfingosina-1-fosfato y, a partir de aquí, esta molécula podrá realizar sus diferentes funciones.

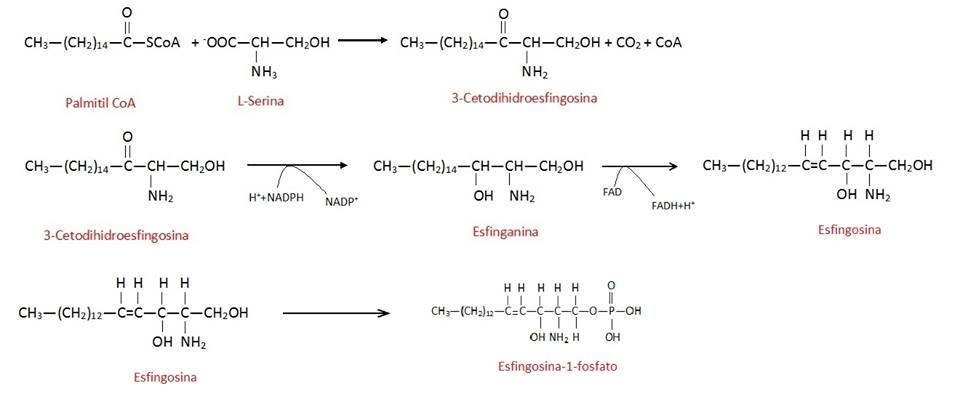
Biosíntesis de la esfingosina-1-fosfato

## Funciones y patologías
La esfingosina-1-fosfato (S1P) realiza múltiples funciones en el organismo. Es intermediaria en el metabolismo de los esfingolípidos, siendo una de las principales mensajeras en forma endocrina, paracrina y autocrina de los sistemas cardiovascular e inmunológico, regulando una gran cantidad de actividades tales como la proliferación, la diferenciación y la migración celular.
Su papel en el sistema inmunológico es clave, dado que se encarga de la regulación del tráfico de linfocitos en circulación a través la variación de la concentración relativa de este esfingolípido y de su receptor (S1PR1). La interacción del S1P con su receptor induce la salida de las células inmunológicas desde los órganos linfoides hacia los vasos linfáticos.

### Sistema Inmunológico
La esfingosina-1-fosfato (S1P)  es especialmente relevante en ciertas enfermedades autoinmunes, incluyendo
esclerosis múltiple (MS), en la que se produce la desmielinización y la atrofia cerebral debido a la presencia de los linfocitos autoreactivos en el SNC (Sistema Nervioso Central).
En consecuencia, S1P se usa en tratamientos farmacológicos que pretenden retener estos linfocitos autoreactivos en los linfonodos (LN) y de este modo evitar su recirculación y la posterior infiltración en el SNC.
Se ha investigado sobre la quinasa fingolimod, un análogo estructural de la esfingosina, como un medio de prevención de la progresión de la enfermedad en pacientes con esclerosis múltiple (EM), y se ha demostrado que modulan la actividad para reducir la infiltración de células inmunes en el SNC, en consonancia con sus efectos establecidos previamente en modelos animales de la enfermedad. En la esclerosis múltiple se ha conseguido reducir recaídas y mejorar resultados gracias a demostraciones clínicas de fase III.
El fármaco ONO-4641 (un fármaco de Ono Pharmaceutical Co., Ltd.) es un receptor de esfingosina-1-fosfato (S1P) que mantiene los linfocitos en los ganglios linfáticos y de ese modo inhibe la infiltración de linfocitos en lesiones. Por consiguiente, el compuesto se espera que sea un fármaco para el tratamiento de enfermedades autoinmunes tales como la esclerosis múltiple, considerada como una enfermedad intratable mayoritariamente.

### Tratamiento cardíaco y vascular
La esfingosina-1-fosfato participa también de forma activa en la homeóstasis cardíaca y vascular. Por un lado, su asociación con las lipoproteínas de alta densidad (HDL) es, en parte, responsable de muchos de los efectos beneficiosos del HDL en el riesgo cardiovascular.
La creciente evidencia sugiere que las lipoproteínas de alta densidad (HDL) son un agente cardioprotector directo en el contexto de la isquemia del miocardio agudo, y que esta cardioprotección se produce independientemente de su efecto ateroprotector.
La S1P-contenida de HDL puede servir como un posible marcador de riesgo cardiovascular y una nueva diana terapéutica que pueden resultar beneficiosas no solo en el paciente de alto riesgo, sino también en cualquier paciente con riesgo de enfermedad coronaria.
Por otro lado, es una pieza clave en la respuesta inflamatoria. La S1P actúa conjuntamente con la ceramida-1-fosfato en la regulación de la síntesis d’eicosanoides, importantes mediadores en la inflamación. La esfingosina-1-fosfato también regula la angiogénesis, la estabilidad vascular y la permeabilidad, por lo que su desajuste puede provocar diversas disfunciones cardíacas como aterosclerosis, infarto de miocardio e insuficiencia cardíaca.

### Piel
Otra función de la S1P es la regulación de la proliferación celular, especialmente de las células de la piel, específicamente los queratinocitos. La S1P inhibe la proliferación epidermial mientras que, al contrario de los glucocorticoides, no reduce la proliferación de los fibroblastos dérmicos, llegando incluso a activar una producción proteica de la matriz extracelular derivada de los fibroblastos que generan una acción hiperproliferativa contra las células epiteliales. Por esta razón la S1P ha sido considerada un ingrediente farmacéutico activo para enfermedades de piel hiperproliferadas, en particular psoriasis i acné.

### Tumores
Estudios recientes parecen indicar que el S1PR1 podría participar en señales inductoras de angiogénesis de tumores e invasiones tumorales, mientras que el S1PR2 podría ser un mediador en la inhibición de la proliferación celular inhibiendo la angiogénesis, la migración, la invasión y la metástasis. Estos hallazgos recientes proporcionan más bases para los receptores de S1P subtipo específico de nuevas tácticas, terapéuticos para el tratamiento individualizado de los pacientes con cáncer.
En el caso de cáncer de ovario, los niveles de S1P (en un rango de 5 a 40 mmol / L) son regulados en sus pacientes. En esta concentración fisiológica estimula la migración y la invasión de células de cáncer de ovario epitelial, pero inhibe la migración de las células epiteliales de la superficie de ovario normales. La mayoría de los cánceres de ovario (más de 90%) nacen a partir del epitelio del ovario. Por lo tanto, S1P extracelular podría tener un importante papel en la progresión del cáncer mediante la promoción de la migración de las células de cáncer de ovario epitelial.
Se ha demostrado que la S1P protege los ovocitos de los agentes quimioterapéuticos in vitro y en vivo de las terapias de quimioterapia y radiación,  que inducen a la muerte celular de los folículos ováricos, causando insuficiencia ovárica prematura. Así la S1P es de gran interés para la preservación de la fertilidad. S1P ha protegido xenoinjertos de tejido ovárico en los modelos de ratón SCID de la radiación inducida por la atresia.